# Kryłów
Kryłów is een plaats in het Poolse district  Hrubieszowski, woiwodschap Lublin. De plaats maakt deel uit van de gemeente Mircze en telt 365 inwoners.